# Nimia Murua
Nimia Melissa Murúa Paz (nacida el 4 de diciembre de 1997) es una nadadora panameña.

## Biografía
En el 2013 ganó la medalla de oro en los VI Juegos Deportivos Escolares Centroamericanos y del Caribe. En el 2015 ganó la medalla de oro en los XXIX Campeonato Centroamericano y del Caribe. Compitió en la prueba femenina de 50 metros espalda en el Campeonato Mundial de Natación FINA 2018 (25 m), en Hangzhou, China. Participó en los Juegos Suramericanos de 2018 y en los Juegos Panamericanos de 2019.